# Олимпийские игры животных
«Олимпийские игры животных» (англ. Animalympics, дословно — «Зверолимпиада»). Американский мультипликационный фильм производства киностудии Lisberger Studios, выпущенный компанией Warner Bros. в 1980 году. Продолжительность 78 мин. Первоначально предполагалось два 30-минутных мультфильма.
Первые работы начались в 1976 году с 7-минутной пародии на ажиотаж вокруг олимпийского движения и олимпиады в частности. Удачный сюжет, актуальность событий подтолкнули авторов к продолжению работ и расширению истории. Получив поддержку NBS, они приступили к созданию двух разных мультфильмов с сюжетами про Зимние и Летние игры.
После завершения работ над дилогией в 1979 году была показана первая часть — Зимние игры. Серия о летних играх не успела попасть в эфир из-за бойкотирования Московской Олимпиады-80. Руководство компании сочло неуместным дальнейший показ олимпийской темы на фоне горечи разочарования олимпийцев, не попавших в Москву. Чтобы не терять накопленный материал, создатели смонтировали сюжетную линию на основе материала двух серий. Так получилась «Олимпиада зверей», ставшая классикой мультипликации.

## Сюжет
В мультфильме с юмором показана олимпиада, проводимая между животными. Хозяева чемпионата — птицы. В олимпиаде много конкурсов: стометровка, прыжки в длину и высоту, стрельба, поднятие гирь и плавание. Каждое животное наделено чертами и образами представителей разных стран.
Результаты:
В стометровке
1. Рептилия и амфибия — 3
2. Насекомые — 3
3. Птицы — 0
4. Млекопитающие — 0
5. Рыбы — 0

В прыжках в высоту
1. Насекомые — 6
2. Рептилия и амфибия — 3
3. Млекопитающие — 2
4. Рыба — 1
5. Птицы — 0

В стрельбе
1. Насекомые — 6
2. Рептилия и амфибия — 5
3. Рыба — 4
4. Млекопитающие — 3
5. птицы — 0

В прыжках в длину
1. Рептилия и амфибия — 8
2. Насекомое — 8
3. Млекопитающие — 4
4. Рыба — 4
5. Птицы — 0

В поднятии гирь
1. Насекомые — 11
2. Рептилия и амфибия — 9
3. Рыбы — 4
4. Млекопитающие — 4
5. Птицы — 2

В летней олимпиаде побеждают:
1. Рептилия и амфибия − 12
2. Насекомые − 11
3. Рыбы − 6
4. Млекопитающие − 4
5. Птицы − 3

## Озвучивание
| Актёр         | Роль                                                                                 |
| ------------- | ------------------------------------------------------------------------------------ |
| Гилда Рэднер  | Барбара Уорблерс / Бренда Спрингер / Кора Ли Перье / Татьяна Тушенко / Дорье Тёрнелл |
| Билли Кристал | Рагз Таркелл                                                                         |
| Гарри Ширер   | Кин Хэксоу                                                                           |
| Майкл Фремер  | Генри Хаммел / Рене Фромаж / Кит Мамбо / Болт Дженкинс / Джои Гонголонг              |

## Саундтрек
Саундтрек к мультфильму создал Грэм Гоулдман, один из основателей и басист группы 10cc.
Также в мультфильме использованы оркестровки «I Don’t Know If I Can Go Through This Again» Фрэнка Заппы и «One of My Turns» группы Pink Floyd.

## Ремейк
В 2004 году британская телекомпания Би-би-си выпустила своеобразный ремейк — документальный фильм «Animal Games» — в преддверии летних Олимпийских игр в Афинах. В фильме все участники были промасштабированы (чаще увеличены, но иногда уменьшены) до роста человека и участвовали в аналогичных состязаниях. Джон Мотсон и Джонатан Пирс, чьи голоса используются для озвучки игр серии FIFA, комментировали соревнования и объясняли технику действий каждого представителя животного мира. В русском дубляже фильм получил название «Звериная олимпиада», комментировали соревнования Виктор Гусев и Василий Уткин. Фильм транслировался на Первом канале.
В 2006 году вышел сиквел, «Animal Winter Games», навеянный Зимними Олимпийскими играми в Турине. В этом фильме были показаны соревнования в зимних видах спорта между командами животных и людей (в роли последних выступали известные спортсмены из разных стран). В России фильм был также показан на Первом канале, но в русской версии вместо Уткина вторым комментатором стал телеведущий и учёный-зоолог Николай Дроздов, неоднократно переводивший и озвучивавший документальные фильмы Би-би-си для Первого канала.